# کارلوس واسکز
کارلوس آرماندو واسکز کارواحال (اسپانیایی: Carlos Armando Vásquez Carvajal؛ متولد ۱۹ دسامبر ۱۹۸۲) تکواندوکار اهل ونزوئلا است. او در مسابقات قهرمانی تکواندو جهان ۲۰۰۵ که در مادرید، اسپانیا برگزار شد، مدال برنز را در دسته ۷۲ کیلوگرم بدست آورد و در بازی‌های پان امریکن ۲۰۱۱ که در گوادالاخارا، مکزیک برگزار شد، در دسته ۸۰ کیلوگرم مدال نقره را از آن خود کرد.
واسکز پس از کسب مقام سوم در مسابقات انتخابی پان امریکن در کالی، کلمبیا، جواز حضور در المپیک تابستانی ۲۰۰۸ پکن را در دسته ۸۰ کیلوگرم مردان بدست آورد. او در دور مقدماتی لیونل باگوئیسی از گابن را با تصمیم یکپارچه (متفق‌القول) داوری شکست داد اما در دیدار بعدی خود، مقابل آرون کوک از بریتانیا، با نتیجه نهایی ۲–۵ شکست را پذیرفت.